# Ярачувна, Анна
Анна Ярачувна (пол. Anna Jaraczówna) — польская актриса кино и театра.

## Биография
Анна Ярачувна родилась 28 мая 1916 года в Москве. Дочь актёра и режиссёра Стефана Ярача и актрисы Ядвиги Данилович, дебютировала в кино в возрасте 3 лет (в 1919 г.), в театре в возрасте 16 лет (1932). Актриса театров в Варшаве, Кракове, Люблине, Лодзи. Умерла 4 мая 1979 года в Варшаве.

## Избранная фильмография
- 1919 — Крыста / Krysta — ребёнок
- 1937 — Девушки из Новолипок / Dziewczęta z Nowolipek — Квирина
- 1938 — Мои родители разводятся / Moi rodzice rozwodzą się — Люся
- 1939 — В конце пути / U kresu drogi
- 1948 — Последний этап / Ostatni etap — капо Фрида
- 1956 — Прощание с дьяволом / Pożegnanie z diabłem — Бартошкова
- 1960 — Цена одного преступления (Современная история) / Historia współczesna — мать Вишневского
- 1963 — Пассажирка / Pasażerka — капо
- 1964 — Приданое / Wiano — прачка на реке
- 1965 — Три шага по земле / Trzy kroki po ziemi
- 1965–1966 — Домашняя война / Wojna domowa (телесериал) — Яворская, соседка
- 1966 — Барьер / Bariera
- 1969 — Что в человеке в середине / Co jest w człowieku w środku — баба
- 1970 — Локис / Lokis. Rękopis profesora Wittembacha — служанка графини Шемётовой
- 1971 — Все в спешке / Gonitwa —  хозяйка
- 1972 — Спасение / Ocalenie — Антося, пациентка
- 1973 — Яношик / Janosik (телесериал) — горянка старушка
- 1974 — Помни имя своё (СССР / Польша) — узница Освенцима
- 1975 — Ярослав Домбровский (СССР / Польша) — женщина, подающая воду
- 1975 — Моя война, моя любовь / Moja wojna, moja miłość
- 1975 — Квартальный отчет / Bilans kwartalny
- 1976 — Брюнет вечерней порой / Brunet wieczorową porą — старушка, соседка Романов
- 1978 — Кошки это сволочи / Koty to dranie — Коперкова
- 1978 — Больница преображения / Szpital przemienienia — пациентка
- 1978 — Доложи, 07 / 07 zgłoś się — дворника (только в 6-й серии)
- 1979 — Голем / Golem — старушка

## Признание
- Кавалер ордена Возрождения Польши (1979).